# 포스크리에이티브파티
포스크리에이티브파티(영어: 4th CREATIVE PARTY)는 대한민국의 시각효과 스튜디오로, 영화 VFX를 기반으로 애니메이션과 테마파크 영상 등의 뉴 미디어 콘텐츠사업을 진행하는 기업이다. 1996년 대한민국 1세대 VFX슈퍼바이저 4명이 모여 설립한 VFX Studio 'EON Digital Film'이 포스크리에이티브파티의 전신이다.
2009년 'EON Digital Film'의 핵심 멤버를 주축으로 지금의 '포스크리에이티브파티(4th CREATIVE PARTY)를 설립한 이래, 현재까지 약 190여 편의 영화VFX를 제작했다. 2025년
기술특례상장으로 코스닥 상장을 준비중이다.

## 사업분야

### 시각 효과
1996년부터 현재까지 약 20여 년간 한국, 중국, 유럽, 헐리우드 등 세계 각국의 영화 약 190여 편의 VFX를 제작했다.
한국의 대표작으로는 박찬욱 감독의 아가씨, 박쥐, 올드보이, 봉준호 감독의 괴물, 마더, 최동훈 감독의 암살 등이 있다.
해외 대표작으로는 옥자, 설국열차, 스토커, 비거 스플래쉬, 삼생삼세십리도화 등이 있으며, 최근에는 중국의 대작인 고검기담2, 삼체, 골든72시간 등의 작품을 진행하고 있다.
2015년 영화 '대호'를 통해 100% 컴퓨터그래픽으로 호랑이 크리쳐를 만들고 국내외 영화제에서 수상을 하였다.
한국에서는 '제21회 춘사영화제 기술상', '제53회 대종상 기술상'을 수상하였고, 해외에서는 '10th Asian Film Awards - BEST VISUAL EFFECTS' 후보, 'SIGGRAPH ASIA 2016 Computer Animation Festival'에 초청 상영되었다. 또한 2018년에는 한국 VFX 업계 최초로 아카데미 어워즈 시각효과상 후보10에 선정되었다.

### 애니메이션
2014년 부산의 애니메이션 스튜디오 AZworks(에이지웍스)를 인수하며, 애니메이션 사업을 시작했다.

현재는 자체 IP를 활용한 극장판과 TV시리즈 애니메이션을 제작 중이다. 대표작으로는 CJ E&M과 공동 제작한 TV시리즈 애니메이션 '로봇트레인', 아라마키신지 감독의 '캡틴하록' 등이 있다.

### 뉴 미디어 / 테마파크 콘텐츠
2014년 뉴미디어 사업부를 신설한 이래로 현재까지 테마파크 특수영상, 글로벌 가전사 고화질 디스플레이영상, 공간 기반의 뉴미디어 콘텐츠 사업, 고화질 미디어 플레이어 개발 사업 등을 진행하고있다. 

2015년부터 한국 최초의 Flying Theater 인 롯데월드 'FLY VENTURE KOREA'를 기획 제작하여 2016년말 오픈했으며, 중국 테마파크 콘텐츠 제작 등을 활발히 진행 중이다. 출처

## VFX 필모그래피
- 2019 - 반도, 60일, 지정생존자, 남산의 부장들, 아이템, 더루키스, 프로젝트X, 나의 일기, 미인어2, 보건교사 안은영, 삼체
- 2018 - 완벽한 타인, 황금형제, 사의 찬미, 반신반의, 7년의 밤, 고검기담 소명신검의 부활
- 2017 - 더킹, 불한당, 장산범, 옥자, 묘성인, 삼생삼세십리도화, VIP, 보안관, 강철비
- 2016 - 럭키, 아수라, 덕혜옹주, 굿바이 싱글, 아가씨, 검사외전, The Free State of Jones, Tallulah
- 2015 - 암살, 베테랑, 대호, 뷰티 인사이드, 스물, 무뢰한, A Bigger Splash, Equals, 심용결
- 2014 - 남자가 사랑할 때, 표적, 군도, 타짜2, 우는 남자, 빅매치, 나의 독재자, 미스 히스테리, 후회무기, A Rose Reborn
- 2013 - 베를린, 스토커, 런닝맨, 은밀하게 위대하게, 감기, 만신, 설국열차, 화이
- 2012 - 하울링, 간첩
- 2011 - 챔프, 벽루천, 신들의 섬 제주
- 2010 - 파란만장, 알파센타우리
- 2009 - 박쥐, 마더, 전우치, 추영
- 2008 - 다찌와마 리, 원더키즈
- 2007 - 못 말리는 결혼, 해부학교실, 죽어도 해피엔딩, 헨젤과 그레텔, 도쿄!
- 2006 - 아버지와 마리와 나, 사랑따윈 필요 없어, 뚝방전설, 싸이보그지만 괜찮아, 미녀는 괴로워, 언니가 간다, 그 놈 목소리
- 2005 - 너는 내 운명, 야수와 미녀, 괴물, 사생결단, 다세포소녀, 내 남자친구의 일기
- 2004 - 아는 여자, 쓰리 몬스터, 주먹이 운다, 남극일기, 친절한 금자씨
- 2003 - 화성으로 간 사나이, 청풍명월, 스캔들:조선남녀상열지사, 올드보이
- 2002 - 묻지마 패밀리, 굳세어라 금순아, 데우스 마키나
- 2001 - 무사, 킬러들의 수다, 봄날은 간다, 조폭마누라, 달마야 놀자, 공공의적, 결혼은 미친 짓이다
- 2000 - 플란다스의 개, 비밀, 시월애, 포택시
- 1999 - 산전수전, 간첩 리철진, 자귀모, 주유소 습격 사건, 여고괴담 두 번째 이야기, 학교전설, 구멍, 주노명 베이커리
- 1998 - 러브러브, 토요일 오후 2시
- 1997 - 박대박

## 수상내역 어워드
수성내역 어워드다.
| 연도 | 수상내역                                                         | 수상작                                           |
| ---- | ---------------------------------------------------------------- | ------------------------------------------------ |
| 2018 | 제 90회 아카데미 어워즈 시각효과상 후보 10                       | 옥자 (Okja)                                      |
| 2018 | 제 45회 시그래프 컴퓨터 애니메이션 페스티발 VR Theater 부문 초청 | 어크로스 다크 (Across Dark)                      |
| 2016 | 제53회 대종상 영화제 기술상 수상                                 | 대호 (The Tiger)                                 |
| 2016 | 제 21회 춘사영화상 기술상 수상                                   | 대호 (The Tiger)                                 |
| 2016 | SIGGRAPH ASIA 2016 ‘Computer Animation Festival’ 공식상영작 초청 | 대호 (The Tiger)                                 |
| 2016 | 제 10회 아시아 필름 어워드 최우수 시각효과상 후보                | 대호 (The Tiger)                                 |
| 2015 | 2015 대한민국 콘텐츠대상                                         | 로봇트레인 (Robot Train)                         |
| 2012 | 대한민국 콘텐츠 어워드 문화체육관광부장관상                      | 신들의 섬, 제주 (Guard of island, JEJU)          |
| 2010 | 제 4회 아시아 필름 어워드 최우수 시각효과상                      | 박쥐 (Thirst)                                    |
| 2010 | 여수 국제 SFX 콩그레스 어워드 최우수 시각효과상                  | 전우치 (Jeon Woochi : The Taoist Wizard)         |
| 2010 | 대만 금마장 영화제 최우수 시각효과상                             | 적인걸: 측천무후의 비밀 (Detective Dee)          |
| 2007 | 말라가 국제 판타스틱 영화제 특수효과상                           | 싸이보그지만 괜찮아 (I'm a Cyborg But That's Ok) |
| 2006 | 대한민국영화대상 시각효과상                                      | 괴물 (The Host)                                  |
| 2006 | 청룡영화제 기술상                                                | 괴물 (The Host)                                  |